# Турсиос Лима, Луис
Луис Аугусто Турсиос Лима (исп. Luis Augusto Turcios Lima, 23 ноября 1941 — 2 октября 1966) — офицер гватемальской армии, революционер, один из создателей и руководителей, главнокомандующий силами Революционного движения 13 ноября.

## Биография
Родился в семье часовщика, с 13 лет рос без отца, мать была офисным работником. Поступил в военное Политехническое училище в 15 лет и закончил его в чине младшего лейтенанта.
13 ноября 1960 года группа молодых офицеров, назвавшихся «Ротой Иисуса», предприняла попытку государственного переворота. Во главе стояли, в частности, специалист по разведке лейтенант Марко Антонио Йон Соса и рейнджер младший лейтенант Луис Турсиос Лима, не имевшие тогда левых взглядов. Оба офицера ранее, в качестве лояльных режиму и проамерикански настроенных, проходили обучение в Форт-Беннинг (Джорджия, США) и Школе Америк, где готовились как специалисты по борьбе с повстанческой активностью.

Восстание началось в центральных армейских казармах. Повстанцам удалось захватить военную базу в приморском департаменте Сакапа и бо́льшую часть Восточного военного округа, но уже через два дня с помощью правительственных танковых частей и ВВС бунт был подавлен.
Ненадолго скрывшись в Сальвадоре, Турсиос Лима и часть активистов, покинувших страну через иные границы, перешли границу обратно и ушли в сельву и горы Сьерра-де-лас-Минас, где начали партизанские действия. Ими же в том же году была создана повстанческая организация для свержения военной диктатуры Революционное движение 13 ноября (испанская аббревиатура MR-13). Луис Турсиос Лима возглавил партизанский фронт «Эдгар Ибарра».
26 февраля 1961 года группа во главе с Турсиосом Лимой захватила Радио Интернасьональ и ровно в полдень выступила по радио со своим манифестом «Кто мы, чего мы хотим и почему мы сражаемся», в котором, в частности, заявили: «…Мы выбрали горы для борьбы с оружием в руках против богатых и тех, кто их поддерживает: военные и полицейских… Мы крестьяне, рабочие и студенты, которые борются за то, чтобы в Гватемале не было более богатых, бедных, болезней, невежества, людей без земли. Мы хотим революцию. Революция означает глубокое преобразование жизни нашего народа. Мы армия бедных, народная армия».
7 февраля 1962 года было достигнуто соглашение между лидерами MP-13, руководством коммунистической Гватемальской партии труда во главе с Бернардо Альварадо Монсоном и студенческого «Движения 12 апреля» о создании Повстанческих вооружённых сил.
С конца 1963 года имели место серьёзные трения между сторонниками Йона Сосы (с его троцкистскими и маоистскими симпатиями) и представителями марксистско-ленинской ГПТ и Турсиоса Лимы. В январе 1965 года дошло до раскола, но сторонников Турсиоса Лимы поддержало абсолютное большинство партизан. При этом раскол не сказался на личных взаимоотношениях этих двух лидеров.
При организации партизанского фронта в провинции Петен встретился с основателем и руководителем Сандинистского фронта национального освобождения Карлосом Фонсекой Амадором и договорился о совместных действиях и участии сандинистов в гватемальском партизанском движении.
В январе 1966 года вместе с Роландо Мораном в качестве делегата от Повстанческих вооружённых сил Гватемалы (ПВС) участвовал в создании Организации солидарности народов Азии, Африки и Латинской Америки (OSPAAAL) в Гаване.
С июня 1966 года — член Гватемальской партии труда.
2 октября 1966 года около 3 часов ночи погиб в результате, как считается (точно так и не выяснено), специально устроенной автомобильной катастрофы. В ходе начавшихся сразу после его гибели антипартизанских действий армии погибло более 5 тысяч человек. На несколько лет в партизанской борьбе наступил спад.
Преемником на посту главнокомандующего силами ПВС ненадолго стал Сесар Монтес, а затем Камило Санчес.
Его два младших брата также активно участвовали в партизанском движении. Его имя носит госпиталь в Гаване.